# Sveriges statsministrar under 100 år
Sveriges statsministrar under 100 år är en monografiserie, med böcker utgivna 2010 på Albert Bonniers förlag.
I sammanlagt 22 biografier presenteras alla Sveriges statsministrar mellan åren 1910 och 2010, från Karl Staaff till Fredrik Reinfeldt. Böckerna, som är författade av ett 20-tal statsvetare, journalister och historiker, beskriver de svenska statsministrarnas liv och gärning, med perspektiv på den tid som de verkade i. 
Huvudredaktör för samlingen, samt författare till några av biografierna, var Mats Bergstrand, som tidigare var chef för DN Debatt, och Per T. Ohlsson, tidigare politisk chefredaktör på Sydsvenskan.
Alla de 22 böckerna är producerade i en enhetlig form och är lika långa. Samlingen har inspirerats av en liknande samling med biografier över Storbritanniens premiärministrar.

## Böcker i serien
1. Arvid Lindman (statsminister 1906–1911, 1928–1930), av Leif Lewin
2. Karl Staaff (statsminister 1905–1906, 1911–1914), av Peter Esaiasson
3. Hjalmar Hammarskjöld (statsminister 1914–1917), av Mats Svegfors
4. Carl Swartz (statsminister 1917), av Eva Helen Ulvros
5. Nils Edén (statsminister 1917–1920), av Gunnar Wetterberg
6. Hjalmar Branting (statsminister 1920, 1921–1923, 1924–1925), av Lars Ilshammar
7. Louis De Geer (statsminister 1920–1921), av Johannes Åman
8. Oscar von Sydow (statsminister 1921), av Per Svensson
9. Ernst Trygger (statsminister 1923–1924), av MarieLouise Samuelsson
10. Rickard Sandler (statsminister 1925–1926), av Per T. Ohlsson
11. Carl Gustaf Ekman (statsminister 1926–1928, 1930–1932), av Per T. Ohlsson
12. Felix Hamrin (statsminister 1932), av Anders Johnson
13. Per Albin Hansson (statsminister 1932–1936, 1936–1946), av Anders Johnson
14. Axel Pehrsson-Brahmstorp (statsminister 1936), av Lotta Gröning
15. Tage Erlander (statsminister 1946–1969), av Rolf Alsing
16. Olof Palme (statsminister 1969–1976, 1982–1986), av Klas Eklund
17. Thorbjörn Fälldin (statsminister 1976–1978, 1979–1982), av Olle Svenning
18. Ola Ullsten (statsminister 1978-1979), av Mats Bergstrand
19. Ingvar Carlsson (statsminister 1986–1991, 1994–1996), av Rolf Gustavsson
20. Carl Bildt (statsminister 1991–1994), av Tommy Möller
21. Göran Persson (statsminister 1996–2006), av Annika Ström Melin
22. Fredrik Reinfeldt (statsminister 2006–2014), av Björn Elmbrant